# European Pressurized Reactor
EPR (eller US-EPR for det specifikke design som gælder i USA) er et tredje generations
trykvandsreaktor, (Engelsk: pressurized water reactor (PWR)) -design. Den er designet og udviklet af Framatome (nu Areva) og Electricité de France (EDF) i Frankrig, og Siemens AG i Tyskland. Dette reaktor-design blev først kaldt European Pressurized Reactor, og en overgang kendt under navnet Evolutionary Power Reactor, men nu simpelthen kaldet EPR af Areva.
Ved slutningen af 2007 var to EPR enheder under konstruktion, en i Finland og en i Frankrig. To andre enheder er planlagt at begynde konstruktion i 2009 i Kina, som led i landets tiende økonomiske plan.

## Design
Hovedsigtet i EPR designet er øget sikkerhed sammen med forbedret økonomisk konkurrence-evne opnået gennem en videreudvikling af tidligere PWR designs skaleret op til en elektrisk kraft-produktion på 1600 MW. Reaktoren kan bruge 5 % beriget uranium oxid -brændsel, evt. med op 50% mixed uranium plutonium oxid brændsel. EPR'en er den evolutionære videreførelse af Framatome's N4 og Siemens KONVOI-reaktorer.
EPR designet har flere aktive og passive beskyttelsesforanstaltninger mod uheld:
- Fire uafhængige nød-kølesystemer, hver i stand til at køle reaktoren ned efter nedlukning (dvs. 300 % overlap).
- Lække-tæt indelukke rundt om reaktoren.
- Et ekstra rum og køle-område, hvis en nedsmeltet kerne skulle undslippe reaktoren.
- To-lags betonmur med en total tykkelse på 2,6 meter, designet til at modstå et Boing 747 som flyver direkte ind i den , samt modstå internt overtryk.

EPR har et design maximum core damage frequency på 6.1 × 10–7 pr. reaktor pr. år.

## Pilot kraftværker
Olkiluoto 3 reaktoren i Finland, oprindelig planlagt til at gå i gang i 2009,, vil være den første EPR-reaktor, som er bygget. Konstruktionen vil være et joint venture mellem franske Areva og tyske Siemens AG gennem deres fælles selskab Areva NP, for den finske operatør Teollisuuden Voima (TVO). Kraftværket vil komme til at koste 3,7 mia. €, dvs ca. 27,5 mia. d.kr.

## Eksterne links
- Areva Arkiveret 27. juli 2017 hos  Wayback Machine
- Official EPR webpage Arkiveret 24. december 2007 hos  Wayback Machine
- The EPR – Areva brochure Arkiveret 8. marts 2007 hos  Wayback Machine
- Dossier by the e-journal Internationalist Review about the future EPR site in Cherbourg, France Arkiveret 28. september 2007 hos  Wayback Machine in French
- European Pressurised Reactor at Olkiluoto 3, Finland Arkiveret 27. september 2007 hos  Wayback Machine, Large & Associates (Consulting Engineers) for Greenpeace
- Operational risks and hazards of the EPR when subject to aircraft crash Arkiveret 29. november 2007 hos  Wayback Machine, Large & Associates (Consulting Engineers) for Greenpeace
- European Pressurised Reactor at Olkiluoto 3, Finland – Brief & Interim Review of the Porosity and Durability Properties of the In Situ Cast Concrete at the Olkiluoto EPR Construction Site, June 2006. Large & Associates (Consulting Engineers) Arkiveret 27. september 2007 hos  Wayback Machine